# Fodé Ballo-Touré
Fodé Ballo-Touré, född 3 januari 1997, är en franskfödd senegalesisk fotbollsspelare som spelar för Milan Futuro, AC Milans reservlag. Han representerar även det senegalesiska landslaget.

## Karriär
Den 18 juli 2021 värvades Ballo-Touré till den italienska klubben AC Milan, där han skrev på ett fyraårskontrakt. Den 1 september 2023 lånades Ballo-Touré ut till Premier League-klubben Fulham på ett säsongslån.